# Constantin Sănătescu

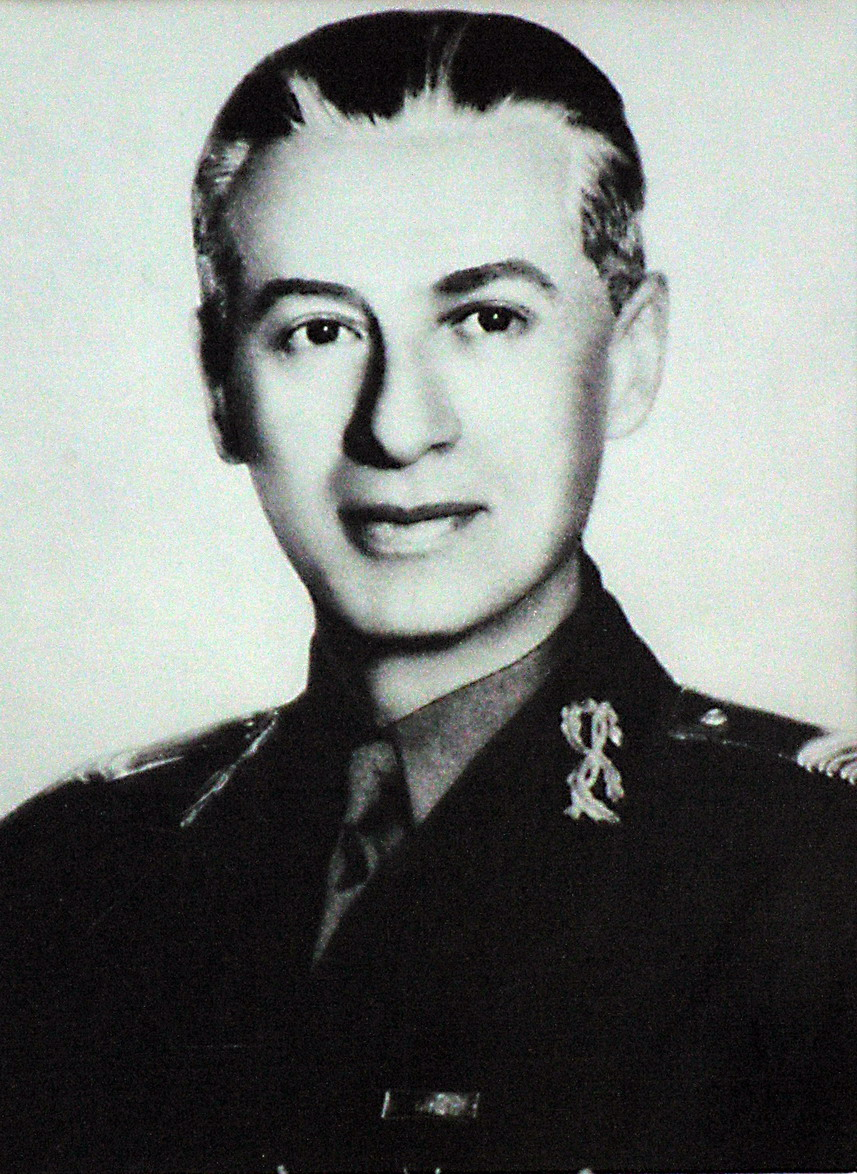
Constantin Sănătescu

Constantin Sănătescu (Craiova, 14 januari 1885 - Boekarest, 8 november 1947) was een Roemeens generaal en politicus.

## Militaire carrière
Constantin Sănătescu was militair attaché in Parijs en Londen. In 1935 werd hij bevorderd tot generaal en in 1937 werd hij plaatsvervangend chef van de generale staf. Aan het begin van de Tweede Wereldoorlog leidde hij de Roemeense delegatie in Moskou en was hij commandant van de troepen in Boekarest.

## Premier
Constantin Sănătescu werd na de koninklijke staatsgreep van 23 augustus 1944 door koning Michaël I van Roemenië belast met de vorming van een nieuw kabinet. De koning vertrouwde Sănătescu volledig en de samenwerking tussen de twee was hecht. In het kabinet hadden naast leden van de traditionele partijen (Nationale Boerenpartij en de Nationaal-Liberale Partij) ook leden van de Roemeense Communistische Partij (PCR) en de Sociaaldemocratische Partij (PSD) zitting. Naast premier (27 augustus - 5 december 1944) was Sănătescu ook korte tijd waarnemend minister minister van Economische Zaken en Financiën (13 oktober - 4 november 1944) en minister van Oorlog (4 november - 5 december 1944).
Direct na het aantreden van de nieuwe regering werd de oorlog aan Duitsland verklaard, het land dat tot dan toe Roemeniës voornaamste bondgenoot was. Op 12 september 1944 tekenden leden van het kabinet-Sănătescu een wapenstilstandsverdrag met de Sovjet-Unie. Het Rode Leger bezette Roemenië en oefende in grote delen van het land het gezag uit. Sănătescu en koning Michaël waren bevreesd voor de toenemende Sovjet-Russische invloed en de door de Sovjets gesteunde PCR en besloten, zonder succes, de betrekkingen met de Verenigde Staten van Amerika nauwer te maken.
Jozef Stalin, de leider van de Sovjet-Unie, vertrouwde de zaak niet en oefende druk uit op koning Michaël om Sănătescu te vervangen, hetgeen de koning op 5 december 1944 deed. De opvolger van Sănătescu werd generaal Nicolae Rădescu.
Constantin Sănătescu overleed eind 1947 op 62-jarige leeftijd.